# Barham Salih
Barham Salih (tiếng Kurd: بەرھەم ساڵح, đã Latinh hoá: Berhem Salih; tiếng Ả Rập: برهم صالح; sinh ngày 12 tháng 7 năm 1960) là tổng thống thứ tám tại Iraq. Ông là cựu Thủ tướng của Kurdistan và là cựu phó thủ tướng của chính phủ liên bang Iraq. Ông được bầu và nhậm chức Tổng thống Iraq vào ngày 2 tháng 10 năm 2018.

## Tiểu sử
Barham Ahmad Salih sinh năm 1960 tại Sulaymaniyah. Ông đã bị chế độ Ba'athist bắt giữ năm 1979 với hai tội danh liên quan đến phong trào dân tộc người Kurd bằng cách chụp một số bức ảnh của người biểu tình ở thành phố Sulaimaniya và bị giam 43 ngày trong nhà tù của Ủy ban điều tra đặc biệt ở Kirkuk, nơi ông bị tra tấn. Sau khi được thả ra, anh ta đã học xong trung học và rời Iraq đến Vương quốc Liên hiệp Anh và Bắc Ireland để chạy trốn cuộc đàn áp liên tục.
Barham Salih kết hôn với Sarbagh Salih, người đứng đầu và là thành viên sáng lập của Quỹ thực vật người Kurd và là một nhà hoạt động vì quyền của phụ nữ. Hai vợ chồng có hai con.